# 페르난도 1세 (레온, 카스티야)
페르난도 1세 데 레온(스페인어: Fernando I de León, 1017년 ~ 1065년)는 레온과 카스티야의 국왕이다. 그에 대해 알려진 것은 별로 없으나 그가 이베리아반도 중간 부위에서 카스티야 왕국을 세우고 스스로 왕이 되어 부르고스에 수도를 세운 것은 확실하다. 그는 28년 동안 재위에 있다가 1065년, 사망했다.
| 전임 베르무도 3세 | 레온의 국왕, 카스티야의 국왕 1037년 ~ 1065 | 후임 산초 2세 (카스티야) 알폰소 6세 (레온) 가르시아 2세 (갈리시아) |